# Pîlîpovîci, Orjîțea
Pîlîpovîci (în ucraineană Пилиповичі) este un sat în comuna Iabluneve din raionul Orjîțea, regiunea Poltava, Ucraina.

## Demografie
Componența lingvistică a localității Pîlîpovîci
     Ucraineană (97,14%)
     Rusă (2,86%)
Conform recensământului din 2001, majoritatea populației localității Pîlîpovîci era vorbitoare de ucraineană (97,14%), existând în minoritate și vorbitori de rusă (2,86%).